# Bò banteng

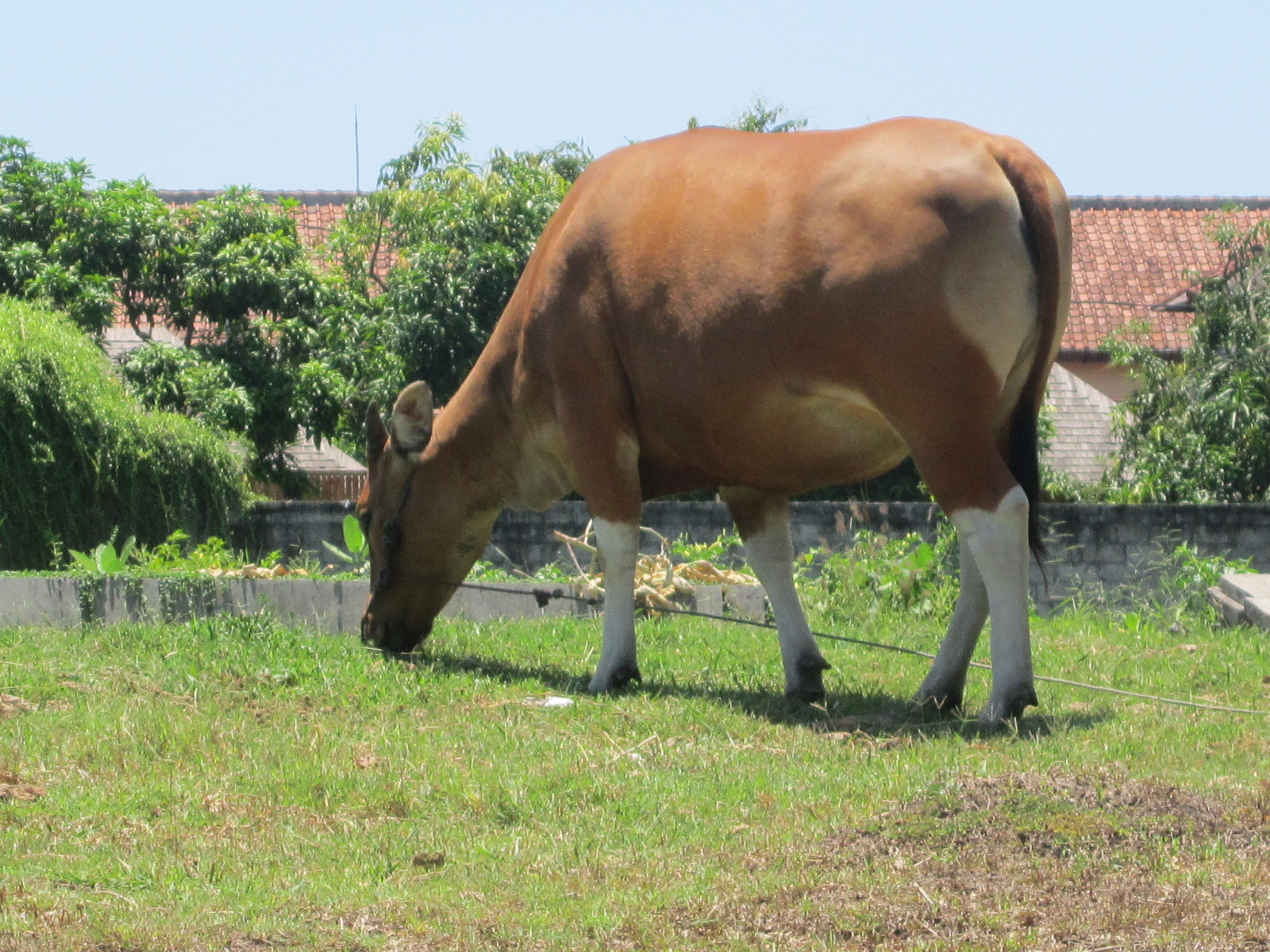
Bò thuần hóa trên đảo Bali

Bò banteng hay bò rừng (danh pháp hai phần: Bos javanicus) là một loài bò tìm thấy ở Myanma, Thái Lan, Cam pu chia, Lào, Việt Nam, Borneo, Java và Bali. Một số bò banteng đã được đem vào Bắc Úc trong thời kỳ đô hộ của người Anh năm 1849.
Bò banteng có vết lang trắng trên cẳng chân, mông trắng và các đường viền trắng xung quanh mắt và mõm, tuy nhiên đặc điểm hình thái của bò banteng phụ thuộc giới tính rõ rệt. Con đực có lông màu hạt dẻ sẫm hay lam-đen, sừng dài cong về hướng trên và có bướu trên lưng gần vai. Trong khi đó, con cái có lông màu nâu ánh đỏ, sừng nhỏ, cong vào phía trong ở chóp sừng và không có bướu.
Bò banteng sống trong những cánh rừng thưa, ở đó chúng ăn cỏ, lá tre, quả cây, lá và cành non. Bò banteng nói chung hoạt động cả ngày lẫn đêm nhưng ở những nơi con người sinh sống đông đúc chúng quen với hoạt động ăn đêm.
Bò banteng đã được thuần hóa ở một vài nơi trong khu vực Đông Nam Á, và ở đó có khoảng 1,5 triệu bò banteng được chăn nuôi. Bò banteng nuôi và bò banteng hoang có thể giao phối và con cái của chúng là có khả năng sinh sản.
Vào tháng 2 năm 2005, quần thể bò banteng ở bán đảo Cobourg là 10.000 con, làm cho quần thể ở Bắc Úc là bầy lớn nhất trên thế giới. Trước khi có sự nghiên cứu của trường Đại học Charles Darwin người ta cho rằng chỉ có 5.000 con bò banteng thuần chủng trên toàn thế giới. Trong khu vực nguyên quán của chúng, bầy lớn nhất chỉ có ít hơn 500 con.

## Đặc điểm
Bò rừng có hình dáng, tầm vóc gần giống với bò nhà nhưng lớn hơn. Bò đực lưng gồ hơn. Bò rừng có lông màu nâu, 4 vó trắng và mông trắng đặc trưng. Thân dài 1,9-2,25 m, vai cao 1,55-1,65 m. Trọng lượng cơ thể khi trưởng thành 600–800 kg. Thường sống ở các khu vực rừng thưa, thoáng có trảng cỏ; rừng khộp. Bò rừng có tập tính sống theo bày đàn, mỗi đàn thường có từ 5 đến 25 con gồm 1 bò đực, còn lại là bò cái và bê; đầu đàn là một bò cái già. Con cái chửa 9,5-10 tháng, đẻ 1-2 con. Thành thục ở 2 tuổi (bò cái) và hơn 3 tuổi (bò đực). Ở điều kiện thuận lợi có thể sinh sản năm một. Tuổi thọ 20-25 năm.

## Phân bố
Các nước Đông Dương như Myanma, Indonesia, Thái Lan...
Ở Việt Nam, trước đây bò rừng rất phổ biến ở Tây Nguyên, hiện tại do tình trạng săn bắn trái phép nên số lượng đàn và cá thể đã suy giảm đến mức báo động. Khu bảo tồn thiên nhiên Ea Sô Đắk Lắk là một trong những nơi được xem là còn nhiều bò rừng nhưng cũng chỉ có vài đàn với số lượng khoảng trên dưới 10 con/đàn.
- (tiếng Anh) Phát triển mạnh của bò banteng trên bán đảo Cobourg Lưu trữ ngày 10 tháng 4 năm 2005 tại Wayback Machine từ Trang chủ của CDU